# Erysiphe pisi

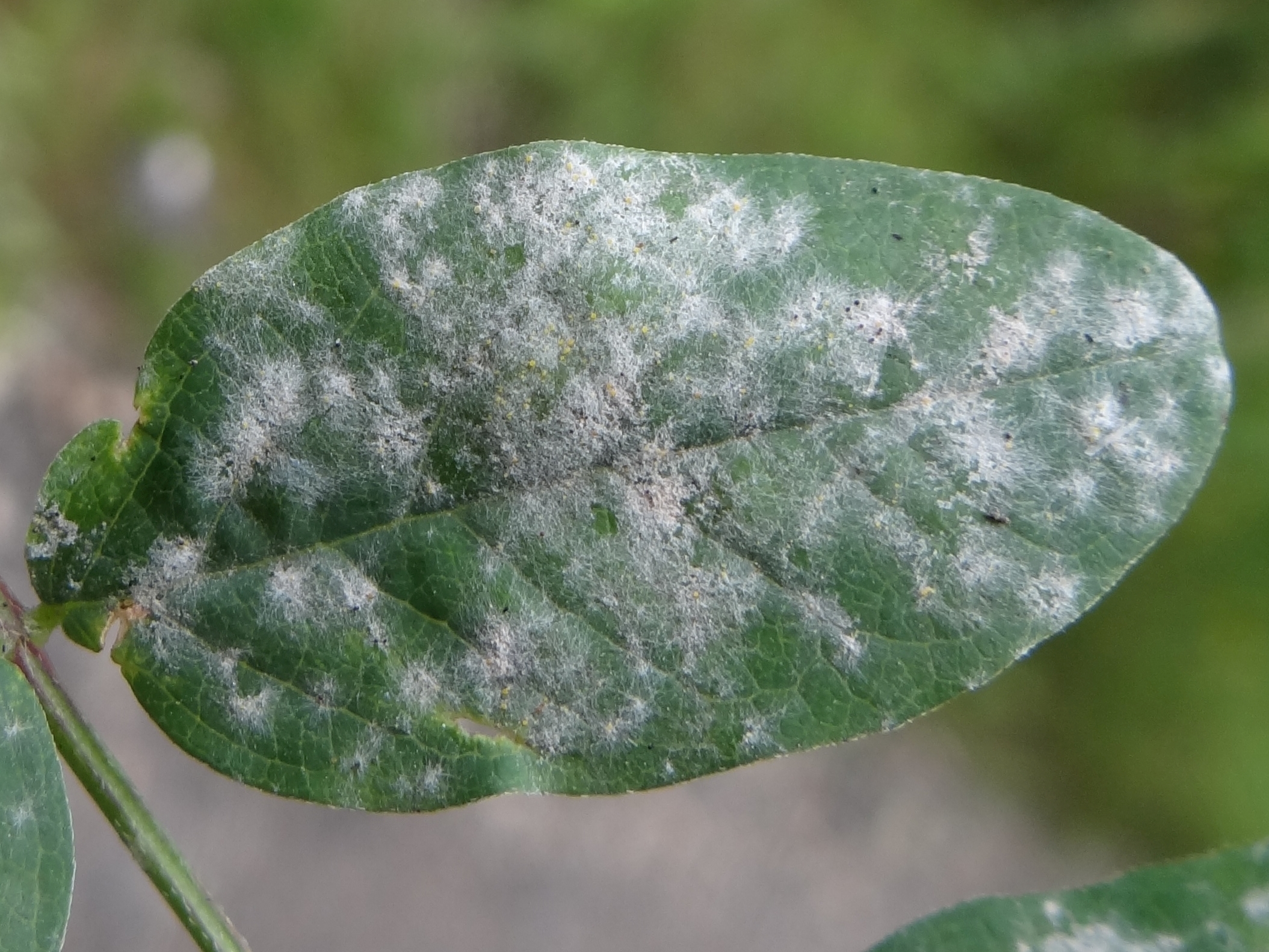
Nalot grzybni na górnej stronie listka

Erysiphe pisi DC. – gatunek  grzybów należący do rodziny mączniakowatych (Erysiphaceae). Grzyb mikroskopijny pasożytujący na niektórych roślinach z rodziny bobowatych. U grochu (Pisum) wywołuje chorobę o nazwie mączniak prawdziwy grochu.

## Systematyka i nazewnictwo
Pozycja w klasyfikacji według Index Fungorum: Erysiphe, Erysiphaceae, Helotiales, Leotiomycetidae, Leotiomycetes, Pezizomycotina, Ascomycota, Fungi.
Synonimy:

- Alphitomorpha pisi (DC.) Wallr. 819)
- Erysiphe communis f. hosackiae Jacz. 1927
- Erysiphe communis f. phaseoli Jacz. 1927
- Erysiphe communis f. pisi (H.A. Dietr.) Jacz. 1927
- Erysiphe cruchetiana S. Blumer 1933
- Erysiphe macropus Mart. 1817
- Erysiphe martii f. pisi H.A. Dietr.
- Erysiphe pisi var. cruchetiana (S. Blumer) U. Braun 1981
- Erysiphe pisi DC., in Lamarck & de Candolle 1805 var. pisi
- Ischnochaeta pisi (DC.) Sawada 1959

## Morfologia
Grzybnia rozwija się na obydwu powierzchniach liści, łodyg i strąkach roślin, do wnętrza tkanek zapuszcza tylko ssawki. Wygląda jak biały, mączysty nalot, ale jest bardzo zmienna jeśli chodzi o gęstość. Rzadko bywa gęsta, wojłokowata. Strzępki o szerokości 5–7,5 μm, ssawki o średnicy około 17–25 μm. Konidiofory proste, nierozgałęzione, wyprostowane. Ich pierwsza komórka ma rozmiary (15–) 20–50 (–70) × 6–10 μm. Konidia oddzielają się pojedynczo, rzadko w krótkich łańcuszkach. Mają elipsoidalny kształt i rozmiar 30–45 (–50) × 16–21 μm. Klejstotecja rozrzucone w grupach. Pojedyncze mają kształt nieregularnego wieloboku i rozmiary 31–38 × 17–21 μm. Klejstotecja w skupiskach lub rozproszone, kuliste, czarne, o średnicy 85–126 μm. Przyczepki w liczbie 10–30, brązowe, podobne do strzępek, bardzo zmienne pod względem długości – najczęściej o długości takiej jak klejstotecjum, czasami 2–3 razy dłuższe, kolankowate, bardzo rzadko i nieregularnie rozgałęzione. Worki w liczbie (3–) 4–8 (–10), jajowate do prawie kulistych, o rozmiarach 50–60 × 30–40 μm. Zarodniki w liczbie 3–5 (–6) w jednym worku, o rozmiarach 22–27 × 13–16 μm.

## Występowanie
Występuje na całym świecie. W Polsce jest pospolity.
Pasożyt obligatoryjny. Opisano występowanie  na następujących roślinach: Arachis hypogaea, Astragalus (boeticus, glycyphyllos), Bituminaria, Dorycnium (hirsutum, pentaphyllum subsp. germanicum + herbaceum, rectum), Erophaca baetica, Glycyrrhiza (glabra, uralensis), Hymenocarpos circinnatus, Lathyrus (inconspicuus, pratensis), Lens culinaris, Lotus, Lupinus (albus, angustifolius, luteus, mutabilis, polyphyllus), Medicago (arabica, disciformis, falcata, intertexta subsp. ciliaris, laciniata, littoralis, lupulina, minima, orbicularis, polymorpha, praecox, prostrata, rigidula, sativa, tornata, truncatula, × varia), Melilotus officinalis, Onobrychis, Phaseolus vulgaris, Pisum sativum & subsp. elatius, Styphnolobium japonicum, Trifolium (dubium, medium, pratense), Trigonella (caerulea, foenum-graecum), Vicia (benghalensis, bithynica, cassubica, cracca, cuspidata, disperma, dumetorun, ervillia, faba, hirsuta, hybrida, lutea, noeana, onobrychioides, pannonica, parviflora, peregrina, pisiformis, sativa & subsp. macrocarpa + nigra, sepium, sylvatica, tetrasperma, villosa & subsp. varia).